# Нагрудный знак «За ранение»
Нагрудный знак «За ранение» (нем. Verwundetenabzeichen) — немецкий нагрудный знак, впервые учреждённый 3 марта 1918 года императором Германской империи Вильгельмом II для награждения солдат германской армии, получивших ранения во время Первой мировой войны. Знак был возрождён в нацистской Германии для награждения военнослужащих немецких вооруженных сил (Вермахта и СС), сражавшиеся на стороне националистов в гражданской войне в Испании, а впоследствии и на фронтах Второй мировой войны.

## Германская империя
| Ленты знака |           |          |
| в чёрном    | в серебре | в золоте |

Знак был учреждён Вильгельмом II 3 марта 1918 года для награждения военнослужащих немецкой армии (включая лётчиков самолётов, дирижаблей и воздушных шаров), получивших ранения на войне. С 8 июля того же года им также награждались и военнослужащие колониальных войск.
Большинство знаков было вручено по обращению военнослужащих уже по окончании войны. Кавалерам знака 1918 года, получившим ранение и на Второй мировой войне, предписывалось обменять его на версию 1939 года.

### Знак для флота
| Классы   |           |          |
| В чёрном | В серебре | В золоте |

24 июня 1918 года был учреждён знак для моряков имперского флота. Награду вручали только при ранении во время морских боёв.

## Нацистская Германия

### Гражданская война в Испании
| Классы   |           |          |
| В чёрном | В серебре | В золоте |

Первоначальным вариантом награды был знак «За ранение» легиона «Кондор». Он был разработан и утверждён 22 мая 1939 года (позже он получил название «Испанский»), и появился для того, чтобы отметить заслуги членов легиона «Кондор», которые сражались во время гражданской войны в Испании в 1936—1939 годах на стороне националистов.

«…как признак отличия немецких добровольцев, которые получили ранения в борьбе против большевизма в ходе освободительной Испанской войны 1936—1939 годов».

Всего было вручено 182 обычных нагрудных знака и один серебряный.

### Вторая мировая война
| Классы знаков |           |          |
| В чёрном      | В серебре | В золоте |
|               |           |          |
|               |           |          |

После прекращения выпуска испанского варианта знака «За ранение», накануне Второй мировой Войны, Гитлер восстановил знак «За ранение» (тип 1) (награда образца 1939 года), чтобы признать заслуги тех солдат и офицеров, которые получили ранения в боевых действиях. Поскольку на складах оставался достаточно большой запас наград, оставшихся со времён Первой мировой войны, то эти награды дорабатывались (на каску наносилась свастика) и использовались вплоть до 1942 года.
Второй вариант награды был утверждён и разработан через несколько месяцев после начала Польской кампании. Это была медаль «За ранение» (тип 2). Эта версия награды была очень похожа на предыдущую: та же овальная форма с изображением каски М35 со свастикой на ней, позади шлема — скрещённые мечи, лавровый венок по контуру награды с вплетённой в него лентой. Существовали некоторые отличия в размерах наград, но 24 официальных изготовителя данной награды придерживались стандартных размеров. С 1943 года знаком стали награждать гражданских лиц, пострадавших от налётов авиации. С 24 сентября 1944 года знак могли получить и иностранные военнослужащие ВС Германии. Погибшие удостаивались высшей «золотой» степени посмертно (она передавалась членам их семей).
В статуте учреждения награды записано:

«…как знак чести для всех, кто рисковал своей жизнью ради родины и был ранен или искалечен»

### Нагрудный знак «За ранение 20 июля 1944 года»
| Ленты    |           |          |
| В чёрном | В серебре | В золоте |

20 июля 1944 года был утверждён наиболее редкий тип награды «За ранение», которого удостоилась лишь небольшая группа немецких офицеров, получивших ранения во время покушения на Гитлера 20 июля 1944 года (всего 24 человека, четверо из которых посмертно).
Такой знак носился вместо знака образца 1939 года. Отличался от обычного надписью под шлемом «20. Juli 1944» и автографом Гитлера.

### Участники совещания
| - Адольф Гитлер - Генерал-фельдмаршал Вильгельм Кейтель - Генерал-полковник Альфред Йодль - Генерал от артиллерии Вальтер Варлимонт - Министерский советник Франц фон Зоннляйтнер - Майор Герберт Бюхс - Группенфюрер СС Герман Фегелейн - Полковник Николаус фон Белов - Контр-адмирал Ганс-Эрих Фосс - Штурмбаннфюрер СС Отто Гюнше (адъютант Гитлера) | - Генерал-майор Вальтер Шверфф - Майор Эрнст фон Фрейденд - Контр-адмирал Карл-Йеско фон Путткаммер - Генерал от инфантерии Вальтер Буле - Подполковник Генрих Боргман - Подполковник Гейнц Вайценеггер - Генерал авиации Карл-Гелрг Боденшац - Полковник Клаус фон Штауффенберг (Осуществил покушение, в момент взрыва в помещении отсутствовал, и, соответственно, ни ранений, ни знака за него не получил.) - Генерал-лейтенант Адольф Хойзингер - Стенографист Гейнц Буххольц |

#### Погибшие
(Посмертно награждены Золотым знаком)
- Генерал-лейтенант (посмертно генерал от инфантерии) Рудольф Шмундт
- Полковник (посмертно генерал-майор) Хайнц Брандт
- Генерал авиации (посмертно генерал-полковник) Гюнтер Кортен
- Стенографист Генрих Бергер

По некоторым данным, среди награждённых также были: статс-секретарь Вальтер Хевель, капитан цур зее Гейнц Ассманн и стенографист Фриц-Эрнст Хаген.
Награждённые знаком «За ранение 20 июля 1944 года» при получении ранений в будущем, должны были получить следующую степень именно этой награды. В частности, контр-адмирал Фосс, награждённый знаком в чёрном, впоследствии получил и знак в серебре и золоте.

## Классы знака
Существовало три класса награды:
- «Черный» тип награды штамповался из листа латуни, более поздние варианты изготавливались из стали. Награда имеет пустотелую основу со штифтом для иглы. Из-за снижения качества материалов к концу войны эти знаки начинали ржаветь. До марта 1944 года знаки изготавливали методом штамповки из латуни (бронзы), с лета 1942 года - клеймённой, реже из цинка, а с марта 1944 года, по 22 апреля 1945 года, исключительно из клеймённой стали (железа). Стальной знак по весу превосходил аналогичный латунный. Стальные знаки встречаются реже бунтовых (бронзовых) и цинковых. Известны стальные знаки за Польскую компанию 1939 года, они без клейма.
- «Серебряный» тип награды изготавливался первоначально из посеребренной латуни, а позже (с 1942 года) из ретушированного цинка.
- «Золотой» тип награды первоначально изготавливался из латуни с дальнейшей полировкой и дальнейшим золочением. В результате полировки некоторые значки получились практически плоскими. Реверс плоский.

К 1945 году, вследствие ухудшения качества материалов, некоторые «черные» типы награды окрашивались соответствующим цветом и выпускались как награды «серебряного» и «золотого» типов. В этих случаях обратная часть знака почти всегда была пустотелой.
Знак «За ранение» носился на левом нагрудном кармане кителя, ниже других официальных наград. Чёрный знак обычно выдавался в конверте. Серебряный и Золотой знаки выдавались в футлярах. К знаку прилагались именные наградные документы.

## Критерии награждения
Знак 3-й степени (чёрный) выдавался за одно-два ранения.
Знак 2-й степени (серебряный) присваивался за три или четыре ранения или более серьёзные увечья, такие, как потеря слуха, руки, ноги, глаза, ранения в голову или обезображивания лица.
Знак 1-й степени (золотой) вручался за пять или большее количество ран, а также за серьёзные ранения такого рода, как полная потеря зрения или серьёзное повреждение опорно-двигательного аппарата.
К ранениям причислялись потеря зрения или слуха, обморожение, потеря или расстройство функций конечностей, черепно-мозговые травмы, незаживающие раны. Одновременно полученные несколько ранений рассматривались как одно. Различное число или сочетание ранений давало различные степени знака. Правом вручения знака обладали командиры частей от командира батальона включительно, старшие должностные лица медицинских учреждений и начальники округов гражданской обороны.

## Современный статус награды
Ношение обычного знака, но только «денацифицированного», то есть без свастики, было разрешено в 1957 году.